# آت‌بلاغ
آت‌بلاغ (به لاتین: Atbulaq) یک منطقه مسکونی در جمهوری آذربایجان است که در شهرستان حاجی‌قبول واقع شده‌است. آت‌بلاغ ۳۱۷۵ نفر جمعیت دارد.